# Wauseon
Wauseon és una ciutat dels Estats Units a l'estat d'Ohio. Segons el cens del 2000 tenia 7.091 habitants.

## Demografia
Segons el cens del 2000, Wauseon tenia 7.091 habitants, 2.706 habitatges, i 1.875 famílies. La densitat de població era de 555,3 habitants/km².
Dels 2.706 habitatges en un 37,9% hi vivien nens de menys de 18 anys, en un 53% hi vivien parelles casades, en un 12,2% dones solteres, i en un 30,7% no eren unitats familiars. En el 26% dels habitatges hi vivien persones soles el 10,6% de les quals corresponia a persones de 65 anys o més que vivien soles. El nombre mitjà de persones vivint en cada habitatge era de 2,58 i el nombre mitjà de persones que vivien en cada família era de 3,12.
Per edats la població es repartia de la següent manera: un 29,1% tenia menys de 18 anys, un 9,1% entre 18 i 24, un 28,8% entre 25 i 44, un 20,5% de 45 a 60 i un 12,5% 65 anys o més.
L'edat mediana era de 34 anys. Per cada 100 dones de 18 o més anys hi havia 85,1 homes.
La renda mediana per habitatge era de 39.591 $ i la renda mediana per família de 48.981 $. Els homes tenien una renda mediana de 32.645 $ mentre que les dones 24.042 $. La renda per capita de la població era de 17.491 $. Aproximadament el 3,9% de les famílies i el 5,2% de la població estaven per davall del llindar de pobresa.

## Poblacions properes
El següent diagrama mostra les poblacions més properes.